# Филино (Ростиловское муниципальное образование)
Филино — упразднённая деревня в Грязовецком районе Вологодской области.
Входила в состав Ростиловского муниципального образования, с точки зрения административно-территориального деления — в Ростиловский сельсовет.
Расстояние по автодороге до районного центра Грязовца — 13 км, до центра муниципального образования Ростилово — 6 км. Ближайшие населённые пункты — Крохино, Заемье, Звягино.
По данным переписи в 2002 году постоянного населения не было.
Деревня упразднена 2 октября 2023 года в связи с прекращением существования.